# Wohnhaus Ostertorsteinweg 68
Das Wohn- und Geschäftshaus Ostertorsteinweg 68  in Bremen, im Stadtteil Mitte, Ortsteil Ostertor, auf dem trapezförmigen Eckgrundstück Ostertorsteinweg 68/69 / St.-Pauli-Straße 2, wurde um 1910 gebaut.
Das Gebäude steht seit 1973 unter Bremer Denkmalschutz.

## Geschichte
Das viergeschossige, verputzte Wohn- und Geschäftshaus mit Satteldach, zwei markanten Turmerkern mit Glockenhauben und Laterne sowie dem Giebel im Jugendstil und der großen Loggia zeigt Merkmale der Reformarchitektur und des Jugendstils.
Im Haus residierte in den 1970er bis 1990er Jahren das Unternehmen Studentenreisen Bremen, das vom Studentenbund Bremen um 1964 gegründet wurde.